# Ó
Cette page contient des caractères spéciaux ou non latins. S’ils s’affichent mal (▯, ?, etc.), consultez la page d’aide Unicode.
Ne doit pas être confondu avec la lettre cyrillique o accent aigu О́.
Ó (minuscule : ó), appelé O accent aigu, est une lettre utilisée dans les alphabets aragonais, asturien, awing, baka, bana, bangolan, basaa, bas-sorabe, catalan, dan, danois, dii, espagnol, haut-sorabe, hongrois, islandais, kako, karang, kemezung, koonzime, kwanja, lingala, mambila, néerlandais, occitan, polonais, portugais, slovaque, sorabe, tchèque, vietnamien, wolof.
Elle est formée de la lettre O diacritée d’un accent aigu.

## Utilisation
En français, ‹ ó › est uniquement utilisé dans certains mots d’emprunt et n’est pas traditionnellement considéré comme faisant partie de l’alphabet.

### Accent tonique
Certaines langues utilisent l’accent aigu pour indiquer un accent tonique irrégulier.
En catalan, ‹ ó › est une variante de ‹ o › et indique un [ˈo] tonique. Elle peut être utilisé pour trois raisons :
- afin d'indiquer que la lettre ‹ o › est bien tonique (et pas atone) : gasós [ɡaˈzos] « gazeux » et gasos [ˈga.zos] « gaz (nom pluriel) ».
- afin d'indiquer que la lettre ‹ o › est bien un [o] (et ni [ɔ] ni [u], ses autres possibilités) : ós [os] « ours » et os [ɔs] « os ».
- afin de distinguer deux mots identiques : mon [mon] « mon » et món [mon] « monde ».

En espagnol où ‹ ó › est un o accentué.
En néerlandais, dans certains mots pour indiquer que la lettre courte, la lettre longue ou la diphtongue est dans la syllabe portant l’accent tonique, notamment utilisé pour indiquer l’emphase, comme zó ou nóóit, ou distinguer deux homographes voorkómen (« éviter ») ou vóórkomen (« arriver »).

### Longueur
Dans certaines langues, l’accent aigu indique une voyelle longue. Ainsi ‹ ó › se prononce :
- /ɔː/ en tchèque (24e lettre de l’alphabet) et en slovaque (28e lettre) ;
- /oː/ en hongrois (25e lettre).

### Ton
Dans certaines langues, l’accent aigu est utilisé pour marquer un ton notamment avec la lettre o.
En hanyu pinyin (système de transcription du mandarin standard), ‹ ó › a le même rôle que ‹ o › ; l’accent aigu indique en plus que la syllabe porte le deuxième ton (ton montant).

### Autres sons
En polonais, ‹ ó › est la 21e lettre de l’alphabet et indique le son /u/. Elle se prononce de la même manière que ‹ u ›, mais ‹ ó › est issue d’un o long. Cette dernière prononciation ([oː], ou bien un son intermédiaire entre le [oː] et le [uː]) existe encore dans le dialecte góral des hauts plateaux à la frontière slovaque, qui peuvent donc distinguer Bóg (Dieu) et Bug (le Boug) par la simple prononciation, ce qui n'est pas le cas en polonais standard, où les deux se prononcent indifféremment [buk].
En islandais, ‹ ó › est la 19e lettre de l’alphabet et indique la diphtongue /oṷ/.
En gaélique irlandais, ‹ Ó › sert de préfixe à de nombreux noms de famille comme : Ó Conchubhair, Ó Ríordáin, Ó Grady…

## Représentations informatiques
Le O accent aigu peut être représenté avec les caractères Unicode suivants :
- précomposé (supplément latin-1) :

| forme     | représentation | chaîne de caractères | point de code | description                           |
| --------- | -------------- | -------------------- | ------------- | ------------------------------------- |
| capitale  | Ó              | Ó                    | U+00D3        | lettre majuscule latine o accent aigu |
| minuscule | ó              | ó                    | U+00F3        | lettre minuscule latine o accent aigu |

- décomposé (latin de base, diacritiques)[1],[2] :

| forme     | représentation | chaîne de caractères | point de code | description                                       |
| --------- | -------------- | -------------------- | ------------- | ------------------------------------------------- |
| capitale  | Ó              | O◌́                   | U+004F U+0301 | lettre majuscule latine o diacritique accent aigu |
| minuscule | ó              | o◌́                   | U+006F U+0301 | lettre minuscule latine o diacritique accent aigu |

Des anciens codages informatiques permettent aussi de représenter le O accent aigu :
- ISO/CEI 8859-2, -3, -9, -10, -13, -14, -15, -16
  - capitale Ó : D3
  - minuscule ó : F3